# Steinbruchgelände bei Umpfenbach
Steinbruchgelände bei Umpfenbach este o arie protejată (arie specială de conservare — SAC, sit de importanță comunitară — SCI) din Germania întinsă pe o suprafață de 46,56 ha, integral pe uscat.

## Localizare
Centrul sitului Steinbruchgelände bei Umpfenbach este situat la coordonatele 49°41′51″N 9°21′08″E / 49.6975°N 9.3522°E.

## Înființare
Situl Steinbruchgelände bei Umpfenbach a fost declarat sit de importanță comunitară în noiembrie 2004 pentru a proteja 1 specie de animale. Situl a fost protejat și ca arie specială de conservare în aprilie 2016.

## Biodiversitate
Situată în ecoregiunea continentală, aria protejată conține 1 habitat natural: Fânețe de joasă altitudine (Alopecurus pratensis, Sanguisorba officinalis).
La baza desemnării sitului se află o specie protejată de  amfibieni: izvoraș-cu-burta-galbenă (Bombina variegata).